# Clavy-Warby
Clavy-Warby è un comune francese di 358 abitanti situato nel dipartimento delle Ardenne nella regione del Grand Est.

## Società

### Evoluzione demografica
Abitanti censiti